# Elasmopus vachoni
Elasmopus vachoni is een vlokreeftensoort uit de familie van de Maeridae. De wetenschappelijke naam van de soort is voor het eerst geldig gepubliceerd in 1966 door Mateus & Mateus.